# Curb
Curb — дебютный студийный альбом канадской рок-группы Nickelback. Выпущен 1 мая 1996 года.
В 2002 Curb был переиздан Roadrunner'ом, с другой обложкой. Песни «Where?», «Fly», «Left» и «Window Shopper» были ранее выпущены на мини-альбоме Hesher, затем были перезаписаны для альбома. «Just Four» был позже перезаписан и выпущен как «Just For» в 2001 году в третьем альбоме группы Silver Side Up. Когда Curb был переиздан в 2002 году — попал в американский Billboard 200 для альбомов на 182 место. Песня «Fly» вышла как и сингл с альбома в июле 1996 года, для рекламного ролика группы. Он показывает, как группа играла на вечеринке. Альбом был признан золотым только через 14 лет после его выхода, в Канаде, в марте 2010 года.

## Обложка
На обложке новой редакции альбома дорога, тогда как на обложке оригинала разбитая машина. Оригинал альбома популярен среди коллекционеров.

## Список композиций
Все тексты написаны Чедом Крюгером, вся музыка написана Nickelback, исключая те, которые помечены.
| №                   | Название                            | Длительность |
| ------------------- | ----------------------------------- | ------------ |
| 1.                  | «Little Friend»                     | 3:48         |
| 2.                  | «Pusher»                            | 4:00         |
| 3.                  | «Detangler»                         | 3:41         |
| 4.                  | «Curb»                              | 4:51         |
| 5.                  | «Where?» (Nickelback, Jeff Boyd)    | 4:27         |
| 6.                  | «Falls Back On»                     | 2:57         |
| 7.                  | «Sea Groove»                        | 3:57         |
| 8.                  | «Fly» (Nickelback, Boyd)            | 2:53         |
| 9.                  | «Just Four»                         | 3:53         |
| 10.                 | «Left» (Nickelback, Boyd)           | 4:03         |
| 11.                 | «Window Shopper» (Nickelback, Boyd) | 3:42         |
| 12.                 | «I Don't Have»                      | 4:05         |
| Общая длительность: | Общая длительность:                 | 46:25        |

## Участники записи
Nickelback
- Чед Крюгер — вокал, 1-я гитара.
- Райан Пик — ритм-гитара, бэк-вокал.
- Майк Крюгер — бас.
- Брендон Крюгер — ударные.

Второстепенные участники
- Ариель Уотсон — виолончель.
- Бойд Грили — ударные.
- Ларри Аншель — продюсирование, звукорежиссирование, микширование.
- Джордж Марино — мастеринг.

Участники переиздания
- Линда Каснетц — креативный директор.
- Мистер Скотт — фотография, дизайн.
- Даниель Мосс — фотография.